# 李胜素
李胜素（1967年2月4日—），河北柏乡人，中国国家京剧院梅派演员，工青衣、花衫。李胜素现为中国国家京剧院一团团长、国家一级演员、全国政协委员、中国文联委员、中国戏剧家协会会员、文化部青联委员。李胜素曾任山西省政协委员，山西省青联委员。以研究生学历毕业于中国戏曲学院表演系。
李胜素10岁经特招进入河北柏乡县剧团学戏。1979年，李胜素考入河北省艺术学校并学习青衣、花旦。1986年，李胜素毕业并分配到邯郸京剧团。1987年，李胜素拜刘秀荣为师。1988年，李胜素随梅葆玖学戏。1991年，李胜素调到山西省京剧院并任梅兰芳青年团团长。1998年，李胜素在中国戏曲学院研究生班深造。2001年，李胜素调入中国京剧院二团工作。現為中國國家京劇院一團團長。
2008年，那英的原助理和子成为李胜素的经纪人。2009年，梅葆玖在回答媒体提问时表示，他学生中最好的是李胜素。

### 演出劇目
《貴妃醉酒》
《宇宙鋒》
《鳳還巢》
《彈劍記》
《滿江紅》
《宰相劉羅鍋》
《大保國》
《二進宮》
《紅鬃烈馬》
《霸王別姬》
《貴妃醉酒》
《生死恨》
《廉錦楓》
《白蛇傳》
《四郎探母》
《穆桂英挂帥》
《謝瑤環》
《紅線盜盒》
《野豬林》
《帝女花》

## 獲獎
1987年，首屆CCTV全國青京賽獲優秀表演獎。
1991年，全國中青年京劇演員電視大獎賽最佳表演獎得主。
1996年，第十三屆中國戲劇梅花獎得主。
1997年，獲古巴第十四屆「傑出青年藝術家」。
2017年，以《交響京劇——楊門女將》榮獲第十屆中國金唱片獎戲曲、曲藝類最佳演員獎。